# Il mio amico giardiniere
(Del Prato)
Il mio amico giardiniere (Dialogue avec mon jardinier) è un film del 2007, diretto da Jean Becker.

## Trama
Un pittore di mezza età, in crisi sia familiare che d'ispirazione, torna, da Parigi, in campagna, nella casa dei suoi genitori, ormai morti.
Deve così sistemare la casa e il giardino. Chiamando un  giardiniere, riconosce in lui un suo compagno di scuola e amico d'infanzia.
Evidenti sono le differenze: il primo è un artista (pittore), cittadino, benestante, il secondo un ferroviere in pensione, campagnolo, "artista" del giardinaggio.
Hanno però un punto di contatto, la loro sensibilità che, seppur diversa, li accomuna.
Riaffiora l'amicizia vera, spontanea, autentica, fatta di parole e di silenzi, di lavoro, di giornate durante le quali si scambiano i punti di vista sulla vita.
È in quelle giornate che nasce il loro modo scherzoso di chiamarsi Del Prato, per il giardiniere e Del Quadro, per il pittore.
Un giorno, il giardiniere accusa un malore. L'amico pittore lo porta a Parigi per una visita medica specialistica. Qui, il pittore, scopre la grave malattia dell'amico e come al giardiniere rimanga più pochissimo tempo per vivere.
Grazie all'amicizia e al periodo trascorso in campagna, il pittore ritrova la propria sensibilità artistica e riesce anche a rinsaldare il legame con la moglie e la figlia.

## Sceneggiatura
È l'adattamento cinematografico del romanzo Dialogue avec mon jardinier di Henri Cueco. 
Jean Becker, oltre che esserne il regista, ha anche curato la sceneggiatura con Jean Cosmos e Jacques Monnet. 
Rispetto al romanzo, in cui predomina, la figura del giardiniere, nel film,  è stata bilanciata da quella del pittore, il cui personaggio è stato approfondito. 
La storia ha un tono semplice, naturale e gentile e profondo. La genuinità della campagna e dell'infanzia.

## Critica
Va fatta attenzione ai dialoghi. Il titolo originale Dialogue avec mon jardinier ne è manifesto. 

Jean Becker ha creato una storia di amicizia, dipinta con toni impressionisti in cui gli attori protagonisti Daniel Auteuil e Jean-Pierre Darroussin risultano sensibili, fini e complementari.

## Riconoscimenti
- Audience Award
  - Miglior film straniero